# IC 1459
IC 1459 — галактика типу E3 () у сузір'ї Журавель.
Цей об'єкт міститься в оригінальній редакції індексного каталогу.